# Haralambie Puiu Antohi
Haralambie Puiu Antohi (n. 28 noiembrie 1958) este un fost fotbalist român. Are un fiu pe nume Andrei Antohi care joacă în prezent la Voința Sibiu.

## Carieră
A jucat pentru echipele: SC Bacău (1976-1983), Dunărea Galați (1983-1985), Oțelul Galați (1985-1990), Dunărea Galați (1990-1991) și Al-Wakrah din Qatar (1991-1992). În 1992 s-a retras din cariera de fotbalist.
Prima experiență ca antrenor a venit în 1988 când pentru o etapă a asigurat interimatul la Oțelul Galați (etapa 15: 2-3 cu Universitatea Craiova). A fost antrenor secund și jucător la Dunărea Galați (principal Aurică Drăgan), antrenor secund la Oțelul Galați (1994-1995, principal  Ioan Sdrobiș),  Jiul Petroșani (2000-01, principal  Ioan Sdrobiș) , FC Vaslui (2002-2006) (principal  Ioan Sdrobiș), antrenor principal la FCM Dunărea Galați 1995-2000 , Junkers Galați (2003-2006), FCM Dunărea (turul 2006-2007), CF Brăila (în returul 2006-2007). Acum este profesor de sport la școala A.S. Pușkin din Brăila.

## Legături externe
- „Manchester ne caută pe hartă”